# Fortune Arterial
Fortune Arterial (яп. フォーチュン アテリアル, укр. Розвилка фортуни) — японський еротичний візуальний роман, розроблений компанією Augusti випущений обмеженою версією від 25 січня 2008 року для ПК Microsoft Windows як DVD. Fortune Arterial — шоста гра August, якій передували й інші, такі як Tsuki wa Higashi ni Hi wa Nishi ni: Operation Sanctuary таYoake Mae yori Ruriiro na. Манга за мотивами оповідання намальована Акане Сасакі, вона видавалась між вереснем 2007 і квітнем 2008-го ASCII Media Works в журналі Dengeki G's Magazine, ASCII Media Works" в журналі Dengeki G's Festival! Comic у квітні 2008 року. Kadokawa Shoten почало серіалізацию другої манги в листопаді 2007 року в журналі про комп'ютерні ігри Comptiq, вона була ілюстрована Мікі Кодамою. 12-серійна аніме-адаптація виробництва Zexcs і Feel вийшла в ефір в Японії в період між жовтнем і груднем 2010 року.

## Сюжет
Кохей Хасекура — типовий «перелітний птах». Через роботу батьків він змінив понад 20 шкіл, навчився бути легким на підйом і не прив'язуватися до людей. Але до 17 років хлопець втомився від кочового життя і, коли батьки поїхали за кордон, вступив до Сютікан, престижної академії-пансіону на острові Тамацу, сподіваючись спокійно провести там залишок шкільних років. Однак фортуна розпорядилася інакше, з перших же днів в академії Кохей опинився в гущі подій, потрапивши по дорозі в жіночу лазню, змішаний гуртожиток і до купи у члени щкільної ради, більшість якої — вампіри.